# Oberstaffelbach
Oberstaffelbach ist ein Ortsteil von Nümbrecht im Oberbergischen Kreis im südlichen Nordrhein-Westfalen innerhalb des Regierungsbezirks Köln.

## Lage und Beschreibung
Der Ort liegt zwischen Drabenderhöhe im Norden und Marienberghausen im Süden. Der Ort liegt in Luftlinie rund 4,9 km nordöstlich vom Ortszentrum von Nümbrecht entfernt.

## Geschichte

### Erstnennung
1316 wurde der Ort das erste Mal urkundlich erwähnt und zwar "Teilung der Leute von Nümbrecht. Die Schreibweise der Erstnennung war Staffilbech. Dieses gilt für Ober- und Niederstaffelbach.
Der Ort hat seinen Namen durch die Quelle des Staffelbaches, welcher in der Mitte des alten Ortskernes entspringt, erhalten. Der Staffelbach floss bis Mitte der 1990er Jahre durch den Löschwasserteich von Oberstaffelbach, welcher "Katzenpool" genannt wurde, da hier früher kleine Katzen ertränkt worden sein sollen. Der Teich wurde nach der Anbindung an eine leistungsfähige Wasserversorgung zugeschüttet. Der Staffelbach fließt nun an Mühlenthal vorbei und durch das Märchental, in welchem Engelbert Humperdinck die Idee zu seiner Oper "Hänsel und Gretel" gekommen sein soll, wonach er bei Herfterath in die Homburger Bröl mündet. Am Ende des Zweiten Weltkrieges wurde Oberstaffelbach mit Spreng- und Brandbomben bombardiert, wobei mehrere Häuser getroffen und deren Bewohner obdachlos wurden. Zum Glück war durch das Bombardement kein Menschenleben zu beklagen. Nach dem Krieg hat sich der Ort in östlicher Richtung bis an den Rand von Überdorf ausgedehnt und wird von diesem Ort durch den Verlauf des Diepersbaches abgegrenzt.
Oberstaffelbach hat keine wirtschaftliche Bedeutung, da hier keine Unternehmen ansässig sind.

## Bus und Bahnverbindungen

### Bürgerbus
Haltestelle des Bürgerbuses der Gemeinde Nümbrecht.
Route: Marienberghausen – Linie 5
- Nümbrecht/Busbahnhof-Elsenroth-Löhe
- Nallingen-Krahm-Überdorf
- Oberstaffelbach-Marienberghausen
- Hochstraßen-Guxmühlen-Nümbrecht/Busbahnhof.

### Linienbus
Haltestelle: Oberstaffelbach
- 323 Nümbrecht Busbf. (OVAG, Schulbus)